# Étaules (Charente-Maritime)
Étaules je francouzská obec v departementu Charente-Maritime, v regionu Poitou-Charentes. V roce 2007 měla 2 153 obyvatel.